# Castell de Sant Oïsme
El castell de Sant Oïsme és una fortalesa situada al poble de la Baronia de Sant Oïsme dins del municipi de Camarasa, a la Noguera. S'aixeca, rodejada per les cases de la Baronia, al cim d'una roca enfront de la confluència de la vall de la Noguera Pallaresa amb la vall d'Àger, sobre l'embassament de Camarasa. És d'època romànica i datada al segle xi. És un edifici declarat bé cultural d'interès nacional.

## Història
Documentada el 1095, quan Ermengol, net de Guillem I de Meià, va confirmar les esglésies que integraven la dotació del monestir de Santa Maria de Meià, que havien estat donades pel seu avi abans del 1040. En diversos documents s'esmenta com a castell de Santa Eufèmia, nom que li donava una església més antiga que l'actual (es considera el topònim Sant Oïsme una corrupció del de Santa Eufèmia, el topònim primitiu). Quan Santa Eufèmia va perdre la parroquialitat, aquesta categoria va passar a Sant Bartomeu, que també la perdria al segle xvii.
En un document del 1099 s'esmenta el castell de Santa Eufèmia, que potser devia formar part del patrimoni de la família Meià. L'any 1193 ja no era domini de la branca principal d'aquesta família ni apareix entre els béns dels Cervera-Meià. El 1379 es tornen a tenir referències de l'indret en un document del rei Pere III on consta el castell de Sant Oïsme ("Sent Ohismia") situat a la baronia de Meià. L'any 1426, el rei Alfons IV vengué a Nicolau de Gralla diversos castells i jurisdiccions entre les quals hi havia "Santa Sosimia", que s'identifica com Sant Oïsme. Sembla que Sant Oïsme seguí vicissituds ben diferents a la dels castells de la conca de Meià que foren inclosos en el marquesat de Camarasa. En desaparèixer els senyorius jurisdiccionals Sant Oïsme pertanyia al noble Sobies.
El topònim Sant Oïsme és una corrupció del de Santa Eufèmia.

## Arquitectura
La Baronia de Sant Oïsme està ubicada a la banda oest del riu Noguera Pallaresa, al sud del congost de Terradets. Es tracta d'un conjunt parcialment aïllat, tot i que compta amb cases del nucli antic d'aquest agregat, que pertany a Camarasa.
La torre, que conserva una alçada de 14m, té a peu pla un diàmetre intern de 270m i un gruix de murs de 1,5m, mentre que a la part superior el gruix és de 1,13m. La porta es troba a 4m del terra interior i està orientada al sud. Aquesta porta devia estar coberta amb un arc de mig punt. El que es veu en l'actualitat és fruit de la restauració. A uns 8m hi ha una altra porta de mida menor (70cm d'ample i 1,6m d'alt), oberta al sud-oest, i també coberta amb un arc de mig punt, aquest original. Al nord hi ha dues espitlleres, una a 5m i l'altra a 8m de terra, que tenen unes dimensions de 1m per 80cm a la part interior. Actualment hi ha a l'interior de la torre una escala metàl·lica que permet l'accés a la part superior i que fou col·locada després de la restauració del conjunt. La torre està construïda amb carreus rectangulars de mida mitjana units amb morter de calç. A l'interior els carreus són més petits i menys treballats. A més de la torre, al capdamunt de la roca on aquesta està ubicada, hi ha també altres edificis pertanyents al castell. A la banda sud hi havia un recinte de 4m per 3,5m de funció desconeguda. Abans de la restauració de la torre es veia com aquest mur arrencava des d'ella. La planta pot seguir-se amb facilitat.
Al nord, a uns 15,5m de distància de la torre, hi ha una paret transversal amb una alçada d'uns 9m, una llargada de 5,4 metres i 1 metre d'amplada. Entre aquesta paret i la torre hi ha també restes de murs laterals. A la paret transversal es poden observar una finestra tapiada i dues portes de diferents mides. Aquesta construcció està feta amb aparell irregular, de mida més petita. La torre i el recinte meridional es poden datar al voltant del segle xi, mentre que la resta de construccions semblen baixmedievals. El conjunt castral es complementa amb una petita església romànica que als seus inicis degué ser la capella del castell.

## Església de Sant Bartomeu

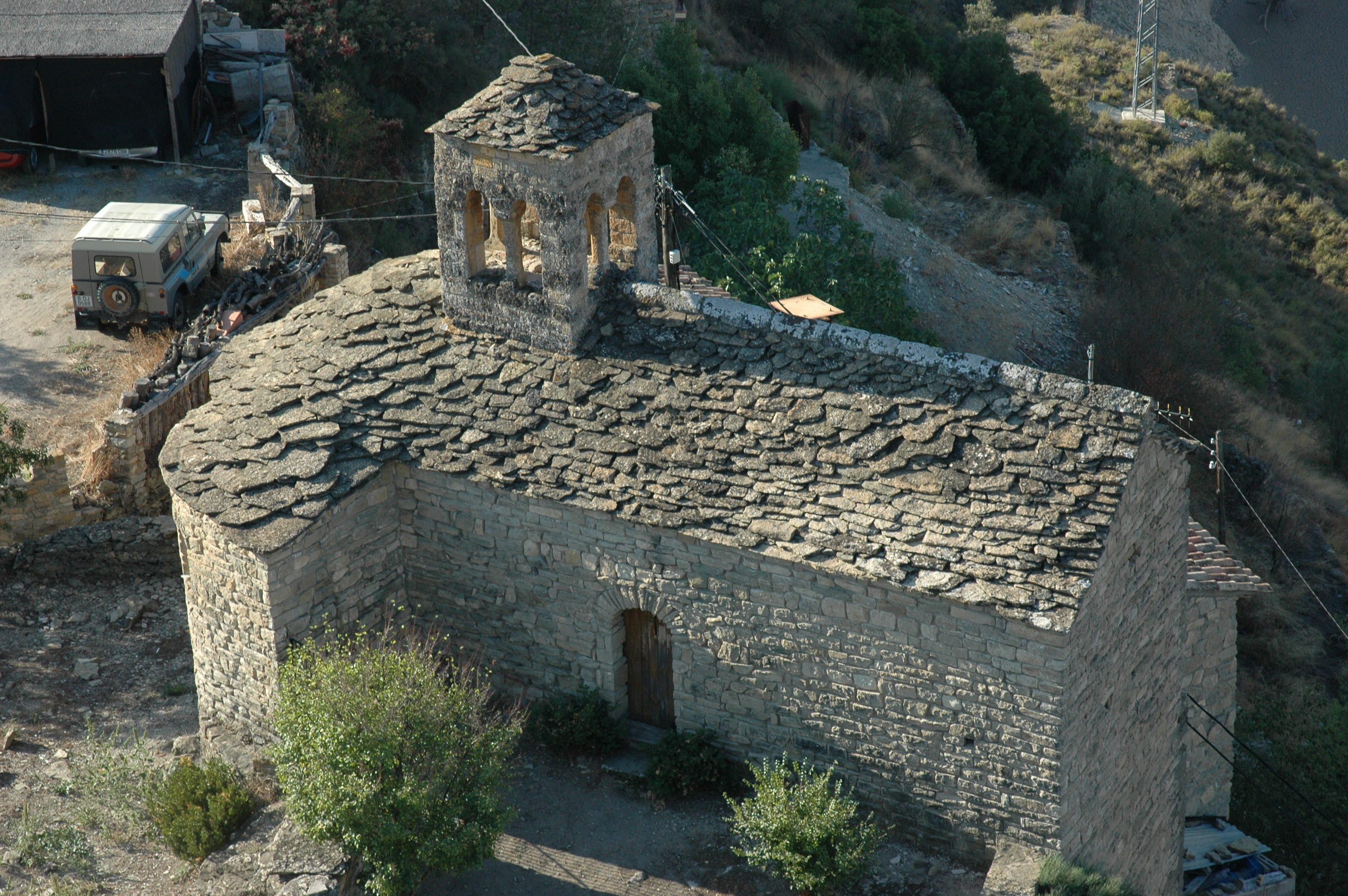
Església de Sant Bartomeu

A uns metres, arrecerada al penyal on hi ha el castell, hi ha l'església romànica de Sant Bartomeu de la Baronia de Sant Oïsme. L'edifici s'inscriu en les formes constructives i tipològiques de l'arquitectura llombarda i es data el s. XI excepte el campanar que correspon a una reforma del segle xii.